# 羌渠

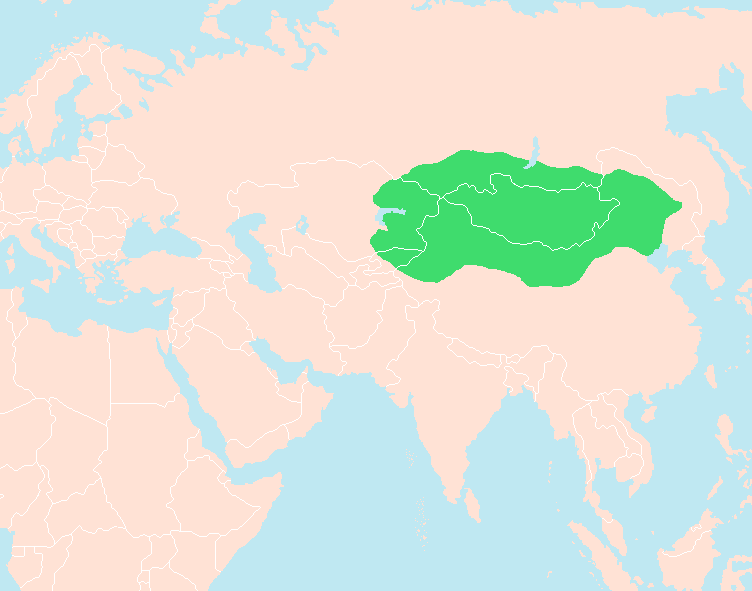
羌渠

羌渠（きょうきょ、拼音：Qiāngqú, ? - 188年）は、中国後漢時代の南匈奴の屠各種攣鞮部の単于。於夫羅・呼廚泉・劉宣の父。一族の独孤部の首長である劉進伯の曾孫で、尸利の孫で、烏利の子で、去卑と劉猛の兄で、潘六奚と劉亮（劉曜の高祖父）の兄弟もしくは従兄弟。

## 生涯
光和元年（178年）、同族の呼徴が単于に即位すると、羌渠は右賢王となる。
光和2年（179年）、単于呼徴が使匈奴中郎将の張脩に殺されると、代わりに羌渠が張脩によって単于に立てられた。
中平元年（184年）、黄巾の乱が起こると、羌渠は右賢王於夫羅の率いる援兵を派遣し、漢朝を援助した。
中平4年（187年）、前中山太守の張純が烏桓・鮮卑とともに反乱を起こすと、ふたたび羌渠は霊帝の詔により幽州牧の劉虞に従い、左賢王に兵力を授け援軍に赴かせた。しかし、南匈奴の国人は羌渠が兵の動員をつづけて止めないだろうと恐れ、中平5年（188年）3月、右部の醢落は休屠各胡の白馬銅ら10万余人とともに叛き、羌渠を殺した。
羌渠の後は子の右賢王於夫羅が立った。しかし、南匈奴の国人たちは匈奴の貴種である須卜部に属する骨都侯の須卜骨都侯を立てた。

## 羌渠の名
羌渠という名は『晋書』四夷伝北狄匈奴の条に記載されている南匈奴十九種族のひとつ羌渠種と同じ名である。これについて岡崎文夫の『魏晋南北朝通史』では、南単于の系統（冒頓よりつづく虚連題部）と羌渠よりはじまる系統（前趙の劉氏）は異なるとしている。たしかに虚連題部は代々単于を選出してきた南匈奴の屠各種に属するが、『後漢書』において車紐単于（在位：140年）以降の系統がつながっているのかが不明なので、あるいは羌渠単于は屠各種の単于ではなく、羌渠種から出た単于なのかも知れないと述べている。しかし、内田吟風の『北アジア史研究』では、『晋書』李矩伝と『晋陽秋』と『魏書』衛操伝などの史料に前趙の劉氏が屠各種であるという記述が見られ、むしろ羌渠という名は、その出生時に屠各種が羌渠種に対して行った討伐征服、あるいは羌渠種（羯族の前身）が帰順した記念としてつけられた名であるとした。

## 参考資料
- 『後漢書』（南匈奴列伝）
- 『晋書』（四夷伝、劉元海載記）
- 内田吟風『北アジア史研究』（同朋舎出版、1988年、ISBN 481040627X）